# Unione Sportiva Forlimpopoli 1939-1940
Questa voce raccoglie le informazioni riguardanti l'Unione Sportiva Forlimpopoli nelle competizioni ufficiali della stagione 1939-1940.

## Rosa
| N. |                   | Ruolo | Calciatore          |
| -- | ----------------- | ----- | ------------------- |
|    | Italia (bandiera) | C     | Giovanni Acquisti   |
|    | Italia (bandiera) | C     | C. Andrighetti      |
|    | Italia (bandiera) | A     | Guglielmo Bertozzi  |
|    | Italia (bandiera) | D     | P. Bertozzi         |
|    | Italia (bandiera) | C     | Elio Boattini       |
|    | Italia (bandiera) | A     | Ferdinando Bondi    |
|    | Italia (bandiera) | D     | Giannunzio Brunelli |
|    | Italia (bandiera) | P     | A. D'Altri          |
|    | Italia (bandiera) | P     | Enrico Giacometti   |
|    | Italia (bandiera) | D     | Eugenio Lucchi      |

| N. |                   | Ruolo | Calciatore         |
| -- | ----------------- | ----- | ------------------ |
|    | Italia (bandiera) | D     | Mario Maltoni      |
|    | Italia (bandiera) | C     | Giuseppe Minghetti |
|    | Italia (bandiera) | D     | Egidio Pioli       |
|    | Italia (bandiera) | P     | Claudio Reali      |
|    | Italia (bandiera) | D     | Raul Sartini       |
|    | Italia (bandiera) | D     | Bruno Selva        |
|    | Italia (bandiera) | D     | Guerrino Tumidei   |
|    | Italia (bandiera) | A     | Ezio Zanelli       |
|    | Italia (bandiera) | D     | Paolo Zanotti      |